# Порай (Грубешівський повіт)
Порай (пол. Poraj) — село в Польщі, в історичному Надсянні, у гміні Городло Грубешівського повіту Люблінського воєводства.
Населення — 206 осіб (2011).
У 1975-1998 роках село належало до Замойського воєводства.

## Демографія
Демографічна структура станом на 31 березня 2011 року:
|          | Загалом | Допрацездатний вік | Працездатний вік | Постпрацездатний вік |
| -------- | ------- | ------------------ | ---------------- | -------------------- |
| Чоловіки | 109     | 18                 | 80               | 11                   |
| Жінки    | 97      | 22                 | 49               | 26                   |
| Разом    | 206     | 40                 | 129              | 37                   |